# Peralillo
Peralillo es una comuna y ciudad de la zona central de Chile de la Provincia de Colchagua, en la Región del Libertador General Bernardo O'Higgins.
Peralillo limita al norte con la comuna de Pichidegua, al sur con las comunas de Pumanque y Santa Cruz, al este con la comuna de Palmilla y al oeste con la comuna de Marchigüe.
Integra junto con las comunas de Nancagua, Pichilemu, Chépica, Santa Cruz, Pumanque, Palmilla, Placilla, Navidad, Lolol, Litueche, La Estrella, Marchigüe y Paredones el distrito electoral N.º 35 y pertenece a la 9.ª circunscripción senatorial (O'Higgins).

## Historia

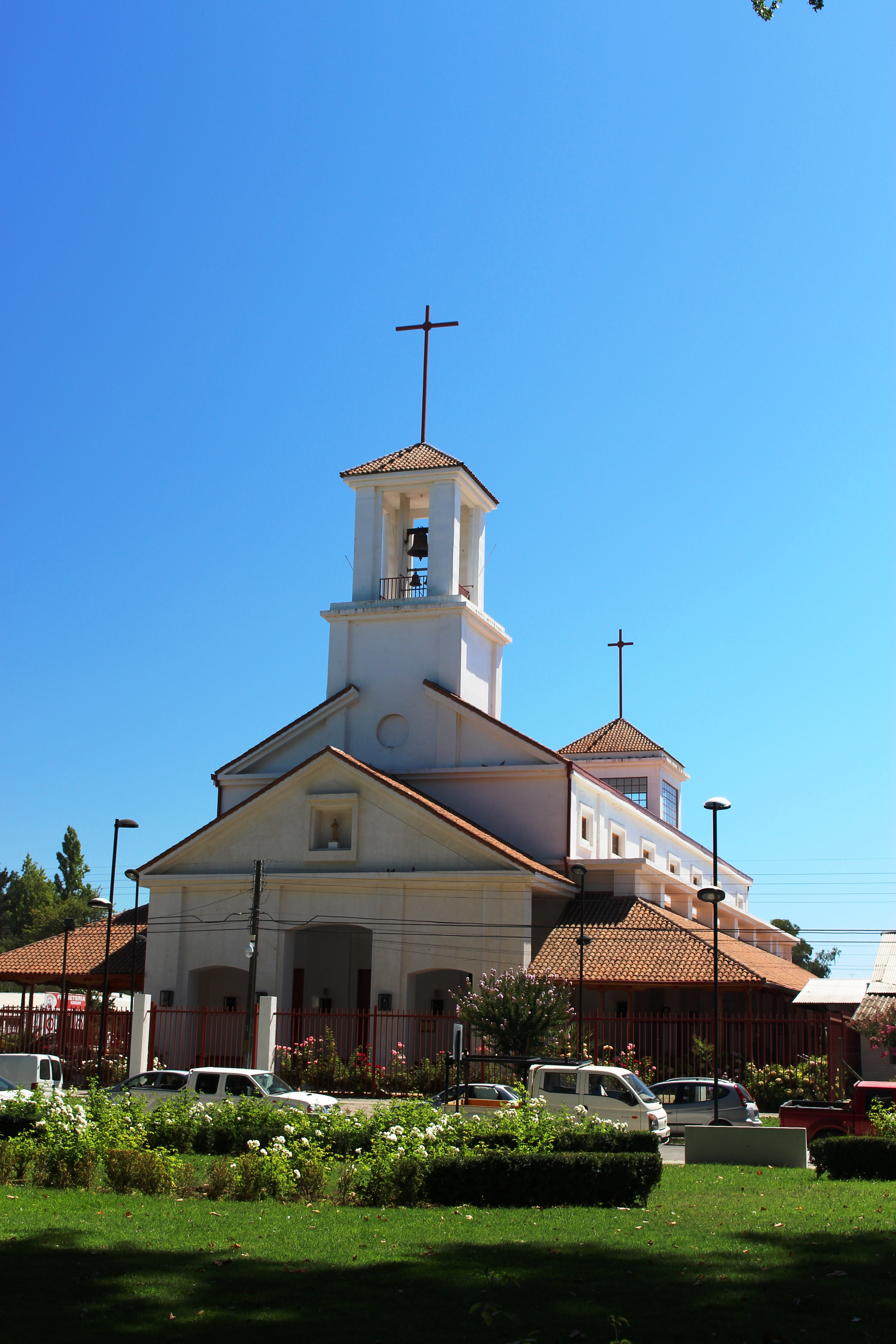
Parroquia San Francisco Javier

El 25 de noviembre de 1902, por Decreto Supremo, se le concedió el título de villa a Peralillo, perteneciente a la comuna de Calleuque, de la que era cabecera. La comuna de Calleuque fue creada el 30 de diciembre de 1899, con el territorio de la subdelegación 18 del departamento de San Fernando, y sus primeras autoridades fueron elegidas en marzo de 1900, instalándose la municipalidad en mayo del mismo año.
La hacienda Calleuque, que junto a Reto en Marchigüe era el centro comercial de la zona, contaba con un molino. Además, poseía un parque y una iglesia. Calleuque, era una de las primeras localidades rurales que contaba con una organización social.
Peralillo contó con oficina del Registro Civil desde 1914, y su primer oficial fue Daniel Parga Bravo, quien además era comandante de las Fuerzas de Orden y profesor.
En 1912 se funda el periódico independiente, literario y comercial La Comuna, que se publicó hasta enero de 1913, uno de los pocos medios escritos que se han publicado en dicha localidad hasta la actualidad.
En 1926 se inaugura la actual parroquia de Peralillo, que construyó Leopoldo Torres, constructor español.
En cuanto a la educación, sólo había dos escuelas primarias, una de hombres y otra de niñas, las que en 1974 fueron fusionadas para conformar la Escuela Básica de Peralillo.
La comuna de Calleuque, por decreto de Carlos Ibáñez del Campo, es suprimida a contar del 1 de febrero de 1928 y, en su lugar, se crea la comuna de Peralillo, que está vigente hasta la actualidad. El origen del pueblo, sin embargo, es pretérito incluso a la creación de la subdelegación de Calleuque, en 1864.

## Medio ambiente

### Geomorfología y componentes abióticos

Trazado simplificado de los ecosistemas y cuerpos de agua presentes en la comuna de Peralillo.

La comuna de Peralillo se encuentra emplazada en las unidades geomorfológicas de Llanos de sedimentación fluvial o aluvional y Cordillera de la costa; y presenta según la clasificación climática de Köppen clima mediterráneo de lluvia invernal (Csb). Esta además se halla entre las cuencas hidrográficas de Costeras del río Rapel y Estero Nilahue y río Rapel. Además, la comuna posee diversos cuerpos de agua, entre los que se destacan la laguna Jaime Ramírez y laguna La Troya.

### Componentes bióticos
Dentro del territorio de la comuna se pueden hallar los siguientes ecosistemas:
- Bosque esclerófilo mediterráneo interior donde predominan Lithrea caustica y Peumus boldus (En peligro)
- Bosque espinoso mediterráneo costero donde predominan Acacia caven y Maytenus boaria (Vulnerable)

### Medidas de protección ambiental y conflictos socioambientales
Hasta 2022, la comuna de Peralillo cuenta con las siguientes zonas que poseen algún nivel de protección ambiental:
- Merquehue Peñablanca (Sitios ERB)[11]
- Rinconada de Yaquil (Sitios ERB)[12]

## Demografía
La comuna de Peralillo abarca una superficie de 282,61 km² y una población de 9729 habitantes (INE 2002), correspondientes a un 0,011 % de la población total de la región y una densidad de 34,43 hab/km². Del total de la población, 4722 son mujeres (48,54%) y 5007 son hombres (51,46 %). Un 39,54% (3.847 hab.) corresponde a población rural, y un 60,46% (5.882 hábs.) corresponde a población urbana.

## Administración

### Municipalidad
La Ilustre Municipalidad de Peralillo es dirigida por el alcalde Claudio Cumsille Chomalí (PS), el cual es asesorado por los concejales:
- Carlos Utman Goldschmidt (Ind./UDI)
- Jaime Gutiérrez Flores (RN)
- Luis Cáceres Abarca (PS)
- Soledad Orellana Riveros (PS)
- Sebastián Fuentes Rodríguez (RN)
- Rodrigo Zúñiga Pérez (Ind./UDI)

### Representación parlamentaria

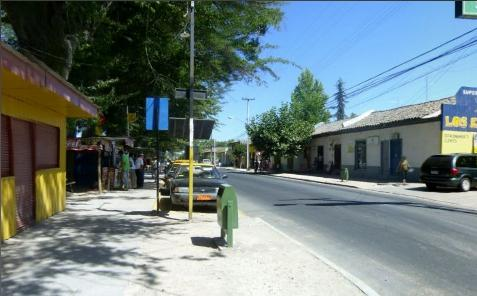
Centro de la comuna.

Peralillo pertenece al distrito electoral n.° 16 y a la 8.ª circunscripción senatorial (O'Higgins). Es representada en la Cámara de Diputados del Congreso Nacional por los diputados Carla Morales Maldonado de RN; Cosme Mellado Pino del PR; Eduardo Cornejo Lagos de la UDI; y Félix Bugueño Sotelo del FA. A su vez, es representada en el Senado por los senadores Alejandra Sepúlveda Orbenes de la FRVS; Juan Luis Castro González del PS; y Javier Macaya Danús de la UDI.

### Otras autoridades
La comuna es representada ante el Consejo Regional por los consejeros Gerardo Contreras Jorquera (RN), María Margarita Henríquez González (PS), Edgardo Vargas Bolbarán (PRCH), Sebastián Rocha Medina (UDI) y Alejandro Díaz Correa (Ind.)

## Economía
En 2018, la cantidad de empresas registradas en Peralillo fue de 227. El Índice de Complejidad Económica (ECI) en el mismo año fue de -0,54, mientras que las actividades económicas con mayor índice de Ventaja Comparativa Revelada (RCA) fueron Elaboración de Vinos (121,05), Servicios Ganaderos, excepto Veterinarias (113,56) y Cultivo de Uva Destinada a Producción de Vino (113,18).